# ガイアの夜明け〜鼓動〜
『ガイアの夜明け〜鼓動〜』（-こどう）は、岸利至が作曲した楽曲。

## 概要
役所広司（男優、1956 - ）が案内人、蟹江敬三（男優、1944 - 2014）がナレーションをそれぞれ務めるテレビ東京系列『日経スペシャル ガイアの夜明け』のオープニングテーマとして使用されていたが、2024年4月から再び使用されるようになる。歌詞の意味は、スーダン語（北アフリカに位置する スーダンの公用語でアラビア語のスーダン方言）で、不明である。この曲のタイトルに関しては、視聴者から一般公募した後、2003年1月に『鼓動 ~ ガイアの夜明け ~』に決定した。